# ヨタム (ユダ王)
ヨタムは、ユダ王国の第11代の王である。名はヘブライ語で「ヤハウェが完全にする」という意味。

## 生涯
ウジヤ王を父、ツァドクの娘エルシャを母として生まれる。父ウジヤが律法に規定された皮膚病に侵された後に、摂政として政治を執り行った。25歳の時に父の死去に伴い即位した。
ヨタムは父ウジヤ王が歩んだように、常に敬虔に行動した。しかし、預言者イザヤの指摘によると、ユダの民は偶像礼拝を行い、正義を行わなかった。
ヨタムは神殿の上に門を建てて、戦いに備えて、多くの建築物を残した。
アモン人と戦い勝利して、銀100タラント、小麦1万コル、大麦1万コルを3年間納めさせた。
ヨタムの死後、ダビデの町に葬られた。